# Boeing LRV
Der US-Standard-Stadtbahnwagen (englisch US Standard Light Rail Vehicle, kurz USSLRV) war ein nach den Vorgaben der Urban Mass Transit Administration (UMTA, ab 1991 Federal Transit Administration, kurz FTA) entwickelter normalspuriger Stadtbahnwagen, der in den 1970er Jahren von Boeing Vertol gebaut wurde.
Er wurde vom Hersteller als Boeing LRV vermarktet. Die Namensgebung gründet sich auf die damals neue Kategorie der Light-rail-Systeme, die ältere Straßenbahnkonzepte (amerikanisch-englisch streetcar) auf Basis der PCC-Wagen ersetzen sollte.

## Geschichte
Das Konzept der LRV (light rail vehicle / Stadtbahnwagen) wurde in den späten 1960er Jahren entwickelt, als mehrere Städte nach Alternativen zu den PCC-Wagen suchten. Nahverkehrsbetriebe wie die San Francisco Municipal Railway (Muni Metro) und die Massachusetts Bay Transportation Authority (MBTA in Boston) schauten dabei insbesondere auf die erfolgreichen Stadtbahnkonzepte in Europa. Zeitgleich befand sich aber Amerika im Vietnamkrieg und Richard Nixons „Buy-America-Programm“ verhinderte jegliche Käufe von Technik, die nicht in den USA gebaut wurde.
1973 vereinbarte die UMTA mit Boeing-Vertol in Philadelphia den Bau von LRV mit Kosten von etwa 300.000 US-Dollar pro Stadtbahnwagen. Muni bestellte umgehend 80 Wagen, die MBTA bestellte 150 – diese wurden später um weitere 100 beziehungsweise 175 erweitert. 1975 wurde der erste Versuchswagen an Muni ausgeliefert, der erste Regelbetrieb erfolgte bei MBTA in Boston am 30. Dezember 1976. Bei Muni wurde die 1979 eröffnete Muni Metro mit diesen Stadtbahnwagen konzipiert. Andere Nahverkehrsbetriebe prüften den Kauf, entschieden sich aber letztlich für andere Systeme.
Die beiden Varianten für Muni und die MBTA unterschieden sich in mehreren Merkmalen. So wurden die Stadtbahnwagen für San Francisco mit Trittstufen ausgestattet, die auf alten Straßenbahnstrecken genutzt wurden, aber bei der Nutzung der neuen Muni-Metro-Strecken mit Hochbahnsteigen eingeklappt wurden. In Boston wurde dagegen eine abgeschrägte Frontpartie genutzt, um in den Kurven der teils schon 1897 erbauten Strecken im Raumprofil zu bleiben.

## Technikprobleme
Die Boeing LRV waren schon sehr früh für ihre Fehleranfälligkeit bekannt. Es kam zu Entgleisungen, Ausfällen der Antriebssysteme und der komplexe Türmechanismus verhakte sich oft. Die mittlere Betriebsdauer verkürzte sich so weit, dass in den ersten Jahren regelmäßig nur 50 % der Fahrzeuge fahrbereit waren. Um die Transportfähigkeit zu erhalten, wurden von der MBTA die alten PCC-Wagen renoviert. Die Muni Metro erreichte wegen dieser Problematik erst 1982 ihre volle Kapazität.

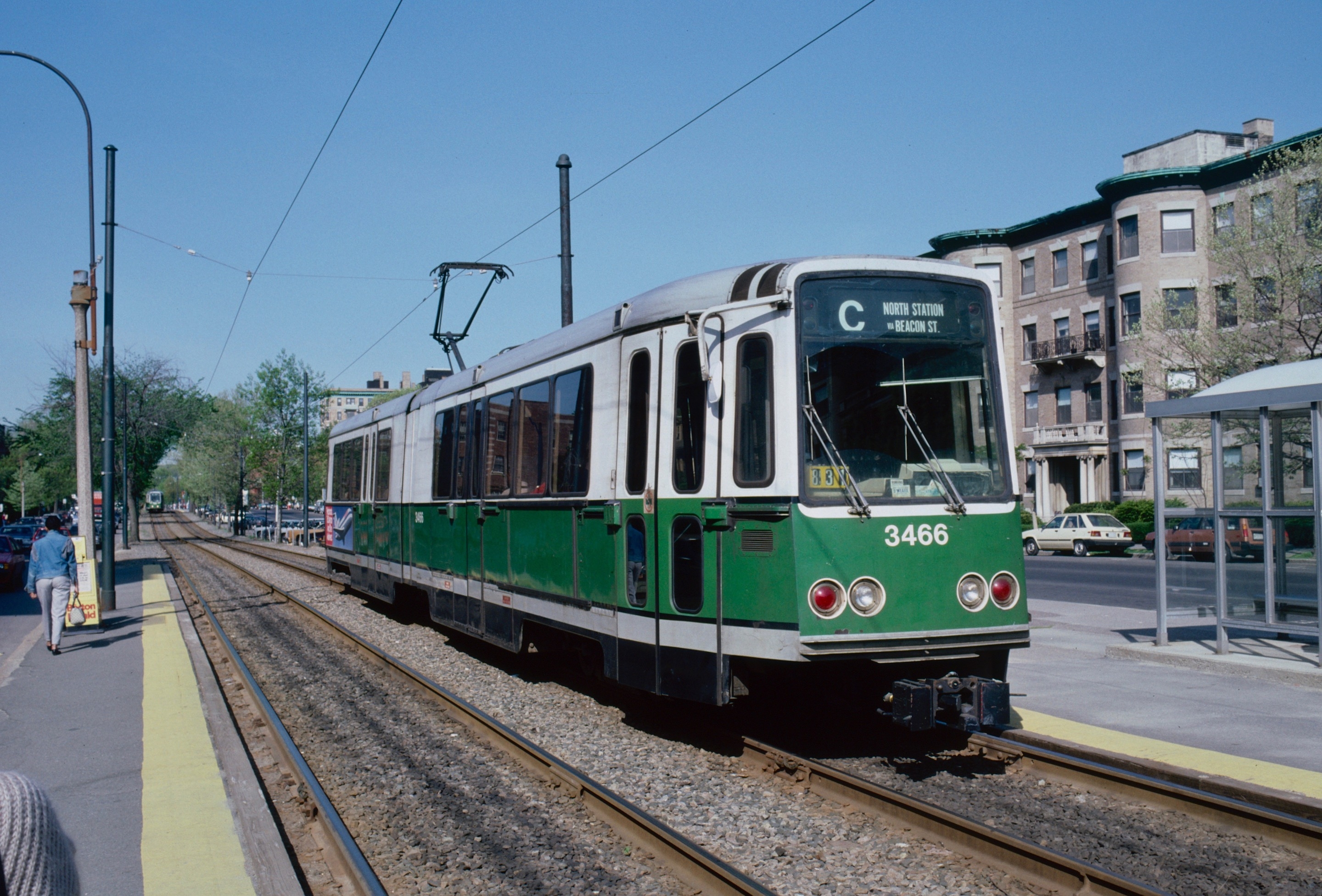
Boeing Vertol USSLRV #3466 in Boston

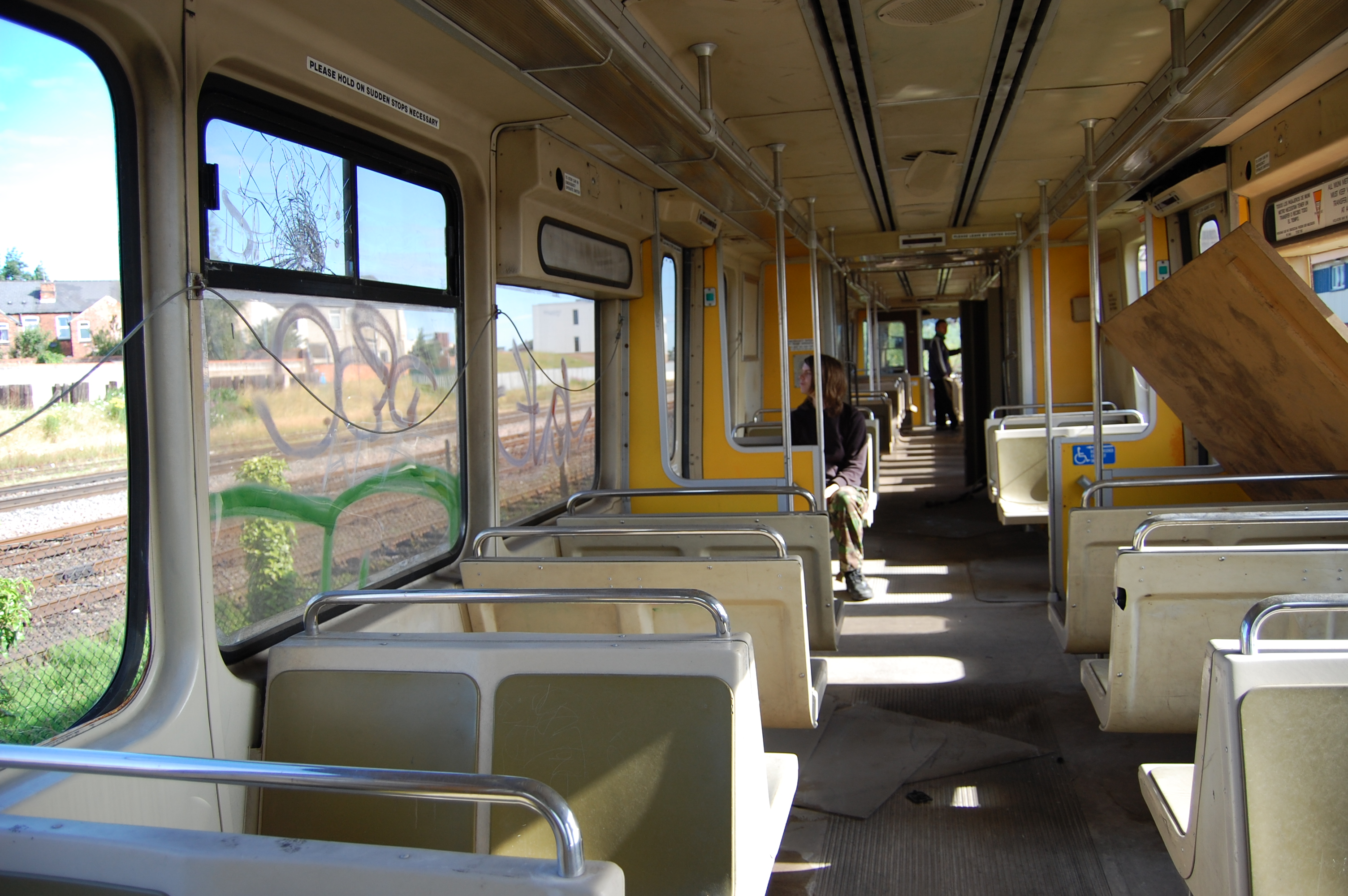
Inneneinrichtung

In Boston wuchs sich das Problem zu einem handfesten Skandal aus. Die städtischen Betriebe nahmen auch weiterhin die frisch produzierten Wagen ab, obwohl sie nahezu unmittelbar reparaturbedürftig wurden. Da auch die Ersatzteilversorgung nicht hinterher kam, verfielen die Wartungstechniker darauf, einige der neuen Wagen abzustellen und auszuschlachten. Dies erfolgte zuerst insgeheim, jedoch schaffte es ein Photograph einer großen Tageszeitung, einige der brandneuen ausgeschlachteten Wagen in einem Seitentunnel der Green Line abzulichten. Nach der Veröffentlichung fanden sich ausgeschlachtete Wagen auch direkt in den Ausbesserungswerkstätten.
1979 verklagte die MBTA Boeing und konnte die Abnahme der letzten 40 Wagen des zweiten Loses (insgesamt 175 Wagen) verhindern. Diese waren schon produziert und einige Zeit später kaufte die MBTA dann einige davon für ihre Ersatzteilversorgung, Muni kaufte die verbliebenen 30 Wagen zur Vergrößerung der eigenen Flotte auf. Die Auslieferung der letzten Wagen erfolgte 1983. Die MBTA löste das Problem mit dem anfälligen Türmechanismus 1990 durch Austausch aller Türen mit automatischen Falttüren.

## Ausmusterung und Verbleib
Sowohl Muni als auch die MBTA orderten später vom italienischen Hersteller Breda neue Stadtbahnwagen als Ersatz. Muni begann ab 1995 mit der Ausmusterung der Boeing-LRVs, der letzte fuhr 2001. Bei MBTA verzögerte sich die Ausmusterung durch Technikprobleme der neuen Modelle, sodass erst 2010 alle neuen Wagen in Dienst gestellt wurden.
Manchester überlegte 2002 wegen der Commonwealth Games, die ausgemusterten Wagen von Muni zu kaufen. Dazu wurden einige Wagen nach England überführt und getestet. Es stellte sich heraus, dass diese nicht den dortigen Sicherheitsanforderungen entsprachen. Letztlich wurden alle verbliebenen Boeing-LRV der San Francisco Muni verschrottet. Bei der Bostoner MBTA blieben einige Wagen noch im Depot, werden aber nicht mehr eingesetzt.